# Sirkeinsaari
Sirkeinsaari är en ö i Finland. Den ligger i sjön Hämeenjärvi och i kommunen Lieksa i den ekonomiska regionen  Pielinen-Karelen  och landskapet Norra Karelen, i den östra delen av landet, 400 km nordost om huvudstaden Helsingfors. Öns area är 4,1 hektar och dess största längd är 360 meter i sydöst-nordvästlig riktning.